# Babara Bangoura
Babara Bangoura is een djembefola uit Guinee. Geboren in Kankan, en later verhuisd naar Conakry, waar hij vanaf z’n 11 jaar djembé leert spelen. Na veel spelen en optredens met straatballetten en groepen in Conakry kwam hij op een gegeven moment in Nationale Ballet 'Djoliba'. Met het ballet is hij op tournee gegaan en kwam hij op via zijn halfbroer Seny Touré in 1999 in Europa en België terecht. Hij heeft zich in Brussel in België gevestigd, en speelt in verschillende groepen zoals 'Sewa Kan' van Mamady Keïta en zijn eigen groepen 'Foli Kan' en 'Bolo Kan'.
Babara leidt de muziekschool 'Manding Foli' in Brussel.